# Geraint Jarman
Geraint Jarman (17. srpna 1950 Denbigh – 3. března 2025 Cardiff) byl velšský zpěvák a básník. Svou kariéru zahájil v šedesátých letech coby člen skupiny Y Bara Menyn, v níž dále působili Heather Jones (jeho první manželka) a Meic Stevens. V sedmdesátých letech se vydal na sólovou dráhu. První sólovou desku Gobaith Mawr y Ganrif vydal v roce 1976. Následovala řada dalších. Zpíval ve velštině. Také vydal několik sbírek básní, například Cerbyd Cydwybod (2012). Roku 2011 vyšla jeho autobiografická kniha Twrw Jarman. Rovněž produkoval hudební televizní pořad Fideo 9 na S4C. Namluvil hlavní postavu animovaného seriálu SuperTed. Jeho manželkou byla herečka Nia Caron.